# Куетра
Куетра — река в России, протекает в Седельниковском районе Омской области вдоль границы с Новосибирской областью. Устье реки находится в 309 км по левому берегу реки Уй. Длина реки составляет 20 км.

## Данные водного реестра
По данным государственного водного реестра России относится к Иртышскому бассейновому округу, водохозяйственный участок реки — Иртыш от впадения реки Омь до впадения реки Ишим, без реки Оша, речной подбассейн реки — бассейны притоков Иртыша до впадения Ишима. Речной бассейн реки — Иртыш.